# Shelley Conn
Shelley Conn, född 21 september 1976 i London, är en brittisk skådespelare.
Conn har bland annat medverkat i TV-serierna Ord mot ord (2017-2020), Familjen Bridgerton från 2022 och Gen V från 2023.

## Filmografi (i urval)
- 2010 – How Do You Know
- 2011 – Terra Nova (TV-serie)
- 2017–2020 – Ord mot ord (TV-serie)
- 2022 – Familjen Bridgerton (TV-serie)
- 2023 – Gen V (TV-serie)
- 2023 – Good Omens (TV-serie)